# Gunnar Johnson
Gunnar Einar Johnson, född 19 december 1924 i Lundby församling, Göteborgs och Bohus län, Västergötland, död 29 mars 2004, i Ekerö kommun, Stockholms län, Uppland, var en svensk jazzmusiker (basist) som ackompanjerat bland andra Bengt Hallberg och Rune Öfwerman, liksom Stan Getz vid dennes Sverigebesök. 
Svensk jazzdiskografi upptar ett antal inspelningar med Gunnar Johnsons Quintet, gjorda 1956–1959. Medverkar gör Erik Norström och Curt Severö på respektive tenor- och barytonsaxofon, Jan Johansson på piano och Ingvar Callmer på trummor, den senare vid några tillfällen ersatt av Björn Agerud eller Rolf Svensson. 1956 svarar Sonya Hedenbratt för de vokala inslagen. Inspelade melodier är en blandning av gammalt och nytt, från Ja-da till Walkin' shoes. 
Johnson var den som 1965 förmådde skivbolaget Metronome att spela in en skiva med Carl-Axel Thernberg (pseudonym Kalle Sändare) där denne "lallade" på  göteborgskt musikermanér - se Östen Hedenbratt. Gunnar Johnson är begravd på Ekerö kyrkogård.